# Municipio de Rose Hill (condado de Foster)
El municipio de Rose Hill (en inglés: Rose Hill Township) es un municipio ubicado en el condado de Foster en el estado estadounidense de Dakota del Norte. En el año 2010 tenía una población de 66 habitantes y una densidad poblacional de 0,71 personas por km².

## Geografía
El municipio de Rose Hill se encuentra ubicado en las coordenadas 47°27′0″N 98°56′19″O / 47.45000, -98.93861. Según la Oficina del Censo de los Estados Unidos, el municipio tiene una superficie total de 92.43 km², de la cual 90,91 km² corresponden a tierra firme y (1,64 %) 1,52 km² es agua.

## Demografía
Según el censo de 2010, había 66 personas residiendo en el municipio de Rose Hill. La densidad de población era de 0,71 hab./km². De los 66 habitantes, el municipio de Rose Hill estaba compuesto por el 100 % blancos. Del total de la población el 0 % eran hispanos o latinos de cualquier raza.